# André Dumont
André Dumont, belgijski geolog in pedagog, * 15. februar 1809, Liège, † 28. februar 1857, Liège.
Dumont je bil profesor mineralogije in geologije na Univerzi v Liègu; bil pa je tudi rektor te univerze.
Leta 1840 mu je Geološka družba iz Londona podelila Wollastonovo medaljo.